# Heinrich Brunhart (Politiker, 1902)
Heinrich Andreas Brunhart (* 3. April 1902 in Balzers; † 17. Februar 1950 in St. Gallen, Kanton St. Gallen) war ein liechtensteinischer Politiker (VU).

## Biografie
Heinrich Andreas Brunhart wurde 1902 als Sohn von Heinrich und Katharina Brunhart (geborene Vogt) geboren. Er war Bürger der Gemeinde Balzers und arbeitete als Bauarbeiter und Landwirt. Von 1933 bis 1936 war er Gemeindekassier von Balzers und fungierte im Anschluss von 1936 bis 1945 als Vizevorsteher der Gemeinde. 1939 zum stellvertretenden Abgeordneter gewählt, rückte er noch im selben Jahr für seinen am 7. August 1939 verstorbenen Parteikollegen Basil Vogt in den Liechtensteinischen Landtag nach und gehörte diesem bis zu seinem Tod 1950 an. Für Brunhart selbst rückte nun der stellvertretende Abgeordnete Franz Vogt nach.
Des Weiteren sass Brunhart von 1938 bis 1950 im Verwaltungsrat der Spar- und Leihkasse des Fürstentums Liechtenstein.
1932 heiratete er Elwina Schädler. Mit dieser hatte er eine Tochter.